# Louis Lichtenfield
Louis Lichtenfield auch Lou Lichtenfield (* 1. Juni 1919; † 12. September 2003 in Los Angeles, Kalifornien) war ein US-amerikanischer Spezialeffektkünstler der 1958 für einen Oscar für die besten Spezialeffekte nominiert war.

## Leben und Karriere
Louis Lichtenfield, Jahrgang 1919, begann seine Laufbahn als Spezialeffektkünstler mit Erfahrung als Air Force Fotograf in Hollywood. Mitte der 1950er Jahre bei den beiden Monumentalfilmen Basilus – Held von Rom unter der Regie von Victor Saville und bei Die schöne Helena von Regisseur Robert Wise. Er wirkte bis 1980 an der Herstellung von insgesamt nur sechs Filmen mit. Für seine dritte Arbeit, Billy Wilders Biografiendrama Lindbergh – Mein Flug über den Ozean mit James Stewart in der Titelrolle, erhielt Lichtenfield bei der Oscarverleihung 1958 eine Nominierung in der Kategorie Oscar für die besten Spezialeffekte. 1958 arbeitete er für Mervyn LeRoys Komödie Blindgänger der Kompanie mit Andy Griffith und Nick Adams in den Hauptrollen.
Während der 1970er und 1980er Jahre war er nur an zwei Filmen beteiligt. Einmal 1976 an John Guillermins Remake des Klassikers aus dem Jahre 1933 King Kong in der Besetzung Jeff Bridges und Jessica Lange, sowie 1980 an Mike Hodges Comicverfilmung Flash Gordon mit Sam J. Jones und Max von Sydow. Lichtenfield war später als Leiter der fotografischen f/x Abteilung bei Warner Bros tätig.
Neben seiner Tätigkeit beim Film arbeitete Lichtenfield in den 1970er Jahren als Executive Vice President und CEO der kommerziellen Industriefilmabteilung der Universal Studios. Später auch als Berater für Filmstudios und als Produktionsleiter bei Epcot Center in Florida.
Mit seiner Frau Dona Lichtenfield (1918–1984) war er bis zu ihrem Tode verheiratet. Lichtenfield starb im Alter von 84 Jahren an einem Krebsleiden in seinem Haus in Los Angeles.

## Auszeichnungen (Auswahl)
- 1958: Oscar-Nominierung in der Kategorie Oscar für die besten Spezialeffekte bei der Verleihung 1958 für Lindbergh – Mein Flug über den Ozean

## Filmografie

### Kino
als Spezialeffektkünstler
- 1954: Basilus – Held von Rom (The Silver Chalice)
- 1956: Die schöne Helena (Helen of Troy)
- 1957: Lindbergh – Mein Flug über den Ozean (The Spirit of St. Louis)
- 1958: Blindgänger der Kompanie (No Time for Sergeants)
- 1976: King Kong
- 1980: Flash Gordon